# ムフ島

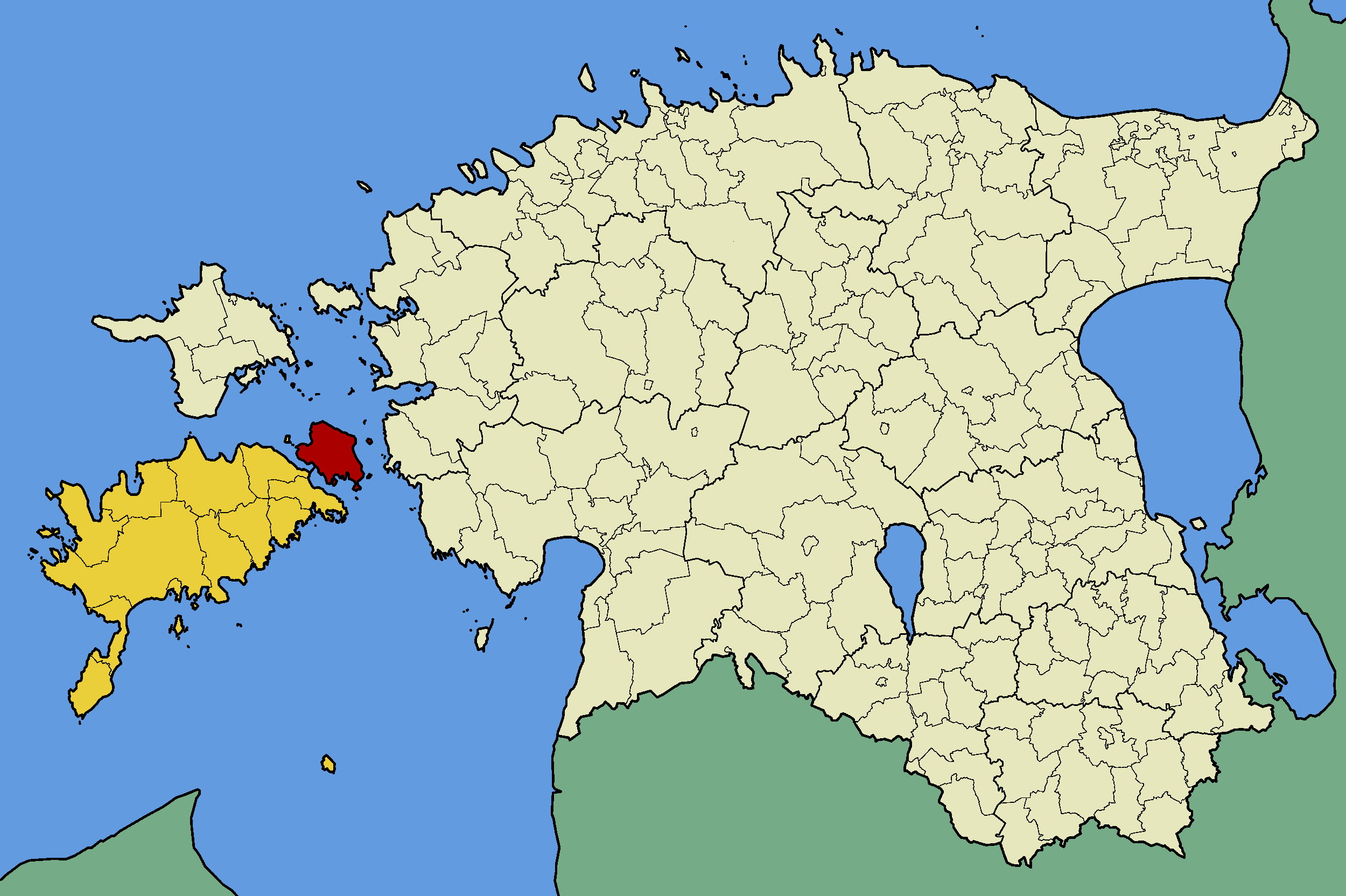
サーレマー島（黄）とムフ島（赤）の位置

ムフ島（ムフとう、エストニア語: Muhu、ドイツ語: Mohn / Moonムーン）は、エストニアの島。バルト海に浮かぶサーレマー島の近くに位置し、エストニアの島として三番目に広い面積を持つ。
近隣の小島と共に、サーレ県内のムフ市（基礎自治体）を形成する。市の人口は1,697人（2010年4月19日現在）、面積は206.12km2である。
エストニア本土およびサーレマー島とは狭い水道で隔てられている。本土のヴィルトスからフェリーが運航され、サーレマー島とは細い土手道でつながっている。冬期になると、本土との間の海が氷結し陸路での往来ができる。
1227年1月、ヴィルヘルム・フォン・モデナ率いる20,000人のリヴォニア帯剣騎士団が凍った海を渡り、異教徒のエストニア人最後の牙城であったサーレマー島を攻撃した。エストニア人はムフ島の円状の砦で降伏した。この砦は今も、島と島をつなぐ土手道の近くに保存されている。リヴォニア十字軍（en:Livonian Crusade）はこれで終了した。
さらにムフ島は、エストニア全土において数少ない稼働する風車があることで有名である。1917年にはドイツ帝国の実施したアルビオン作戦により、ロシア共和国海軍とドイツ帝国海軍とのあいだでムフ水道の戦い（またはムフ海峡の戦い；en）が起きた。

## ギャラリー

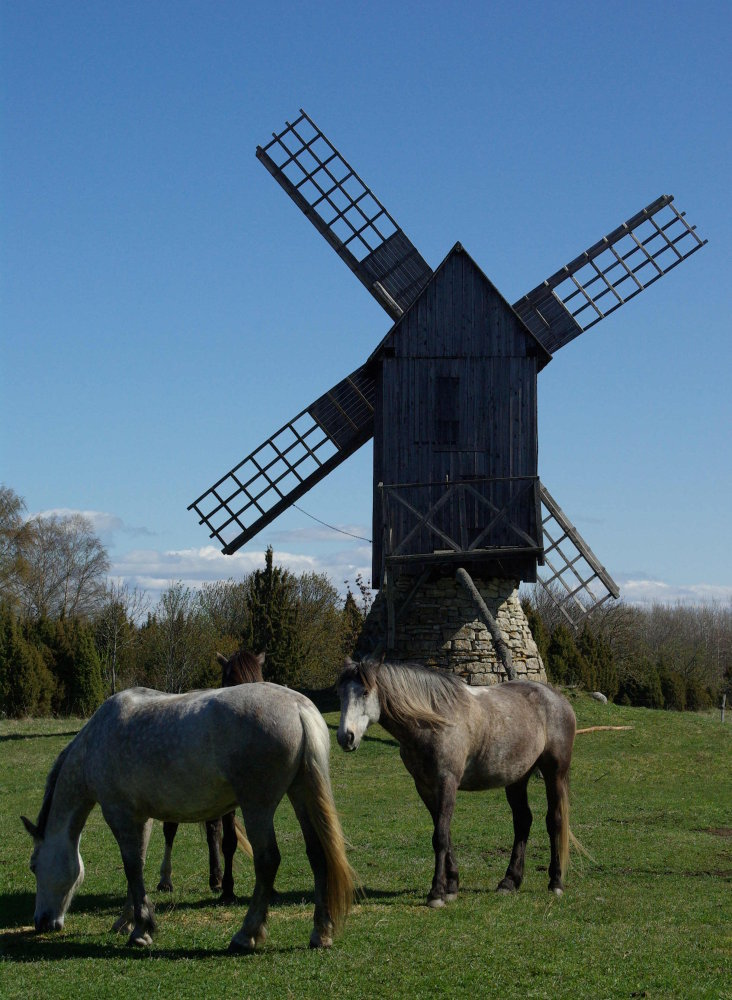
コグヴァの木造風車
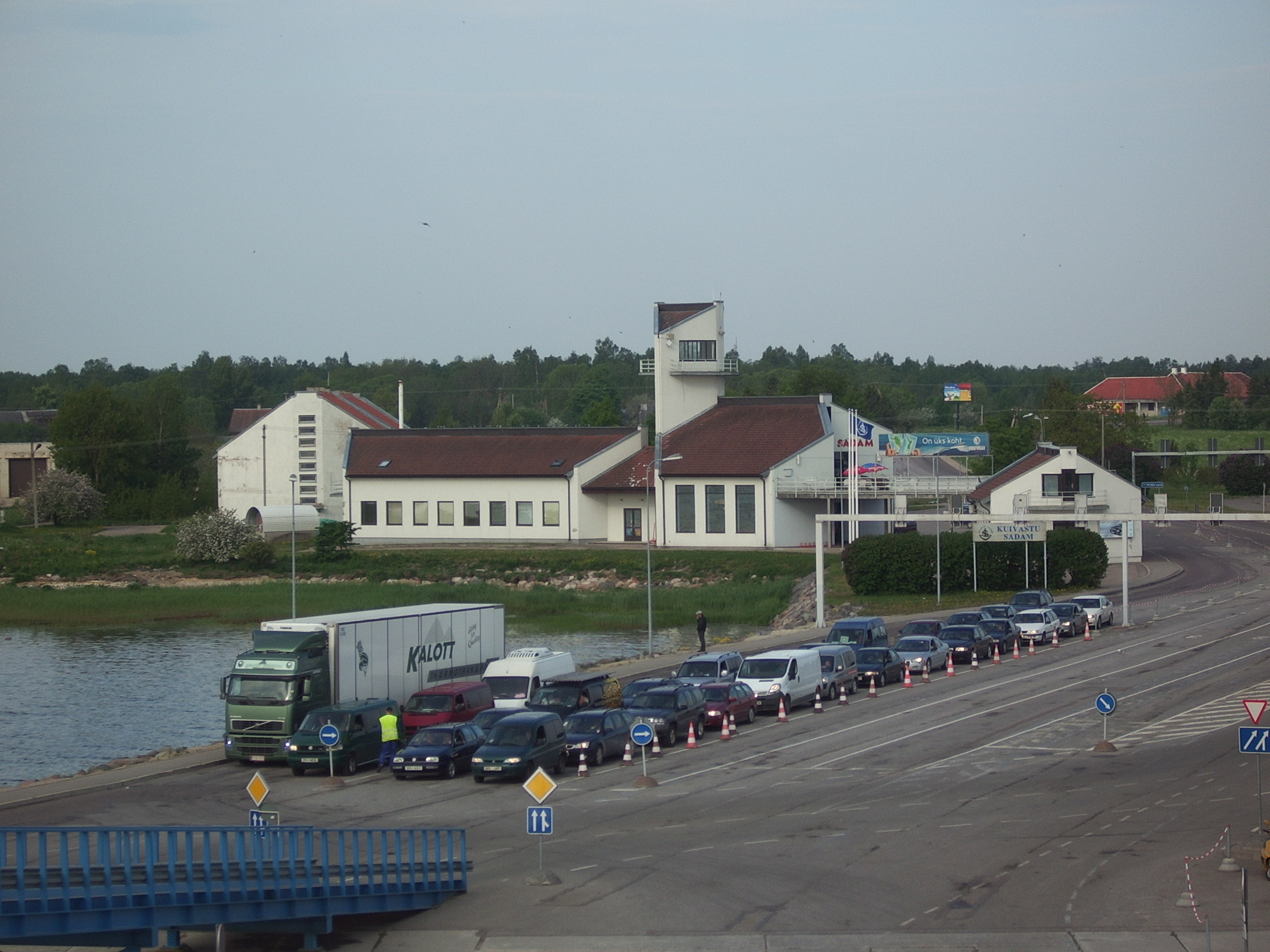
クイヴァストゥ港
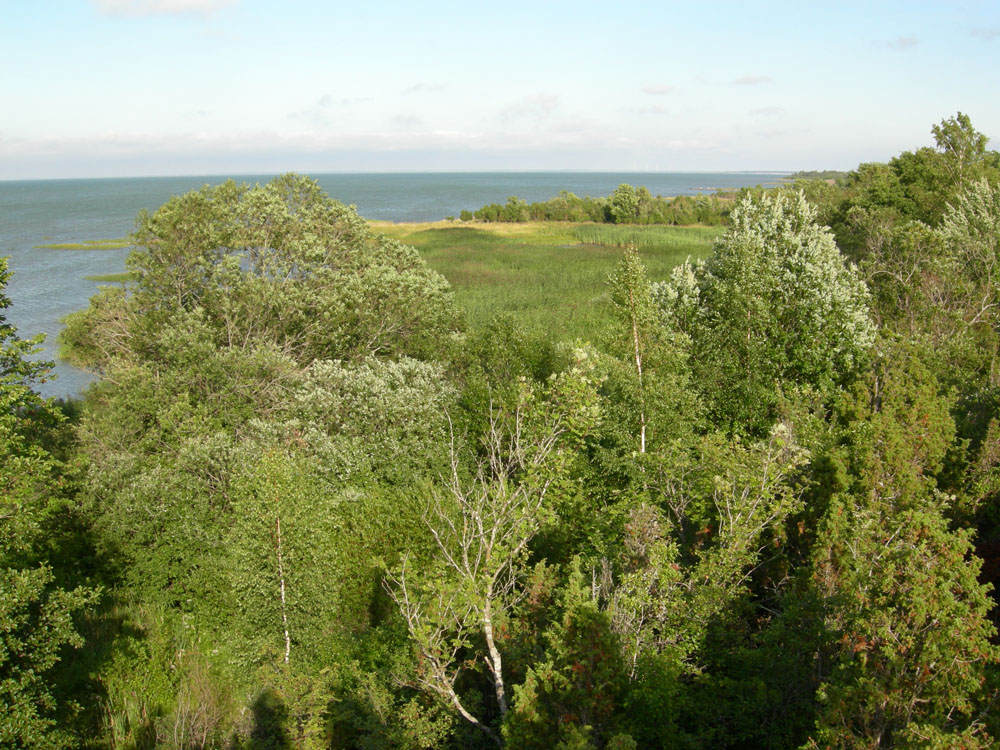
ムフ島北岸
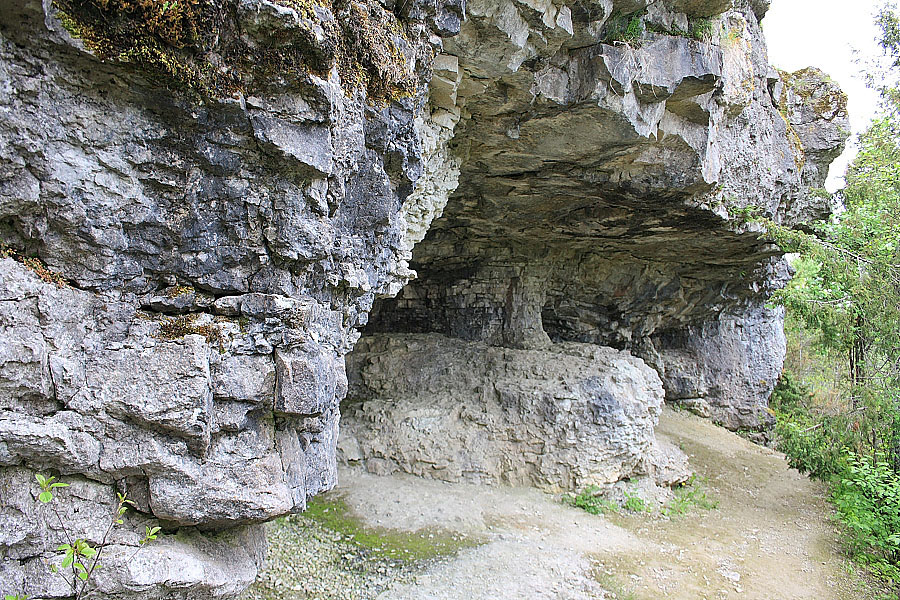
シルル紀の石灰岩の断崖。先史時代には海水の浸食で形成された洞穴がシェルターとして利用された
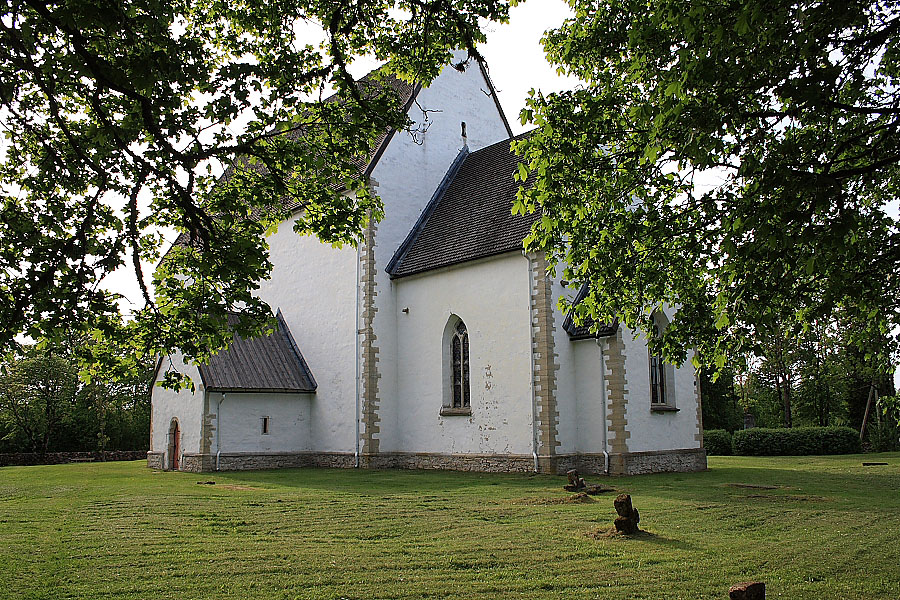
ムフ・カタリーナ教会
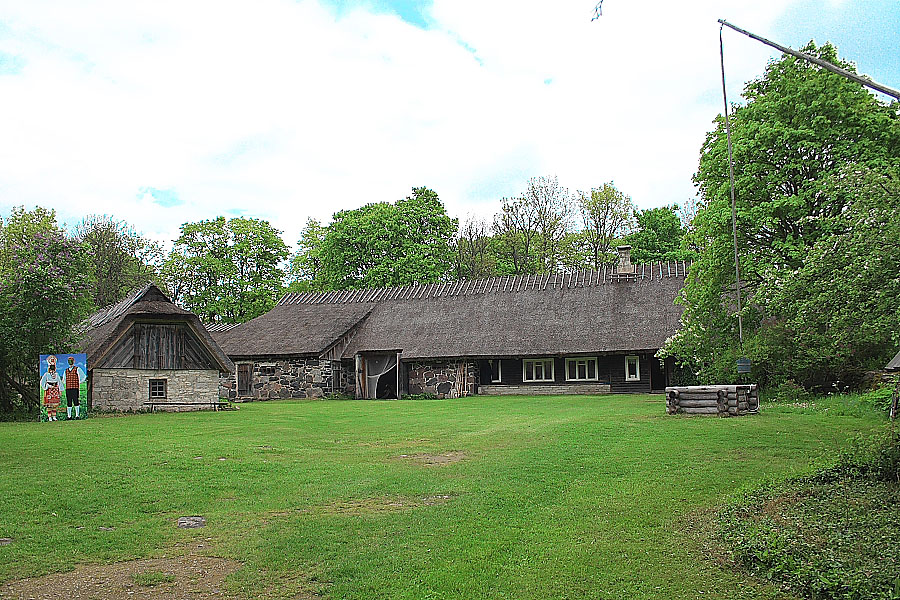
コグヴァ村のムフ博物館
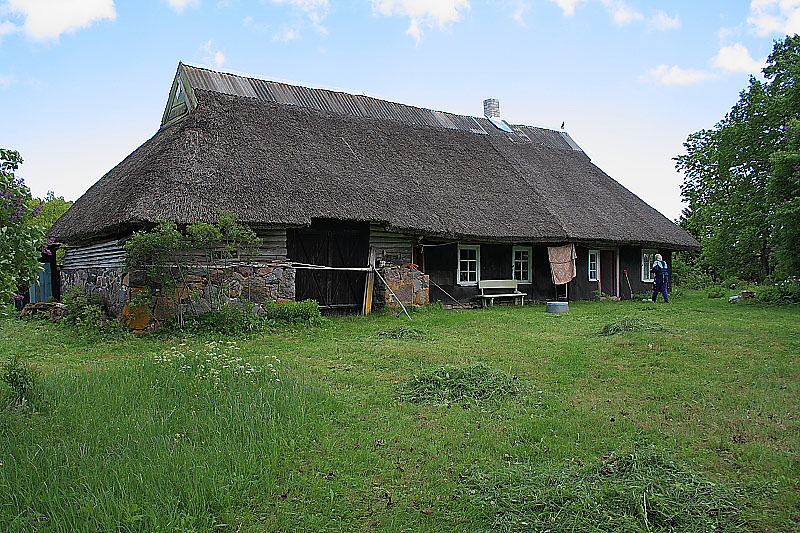
古い農家の庭先
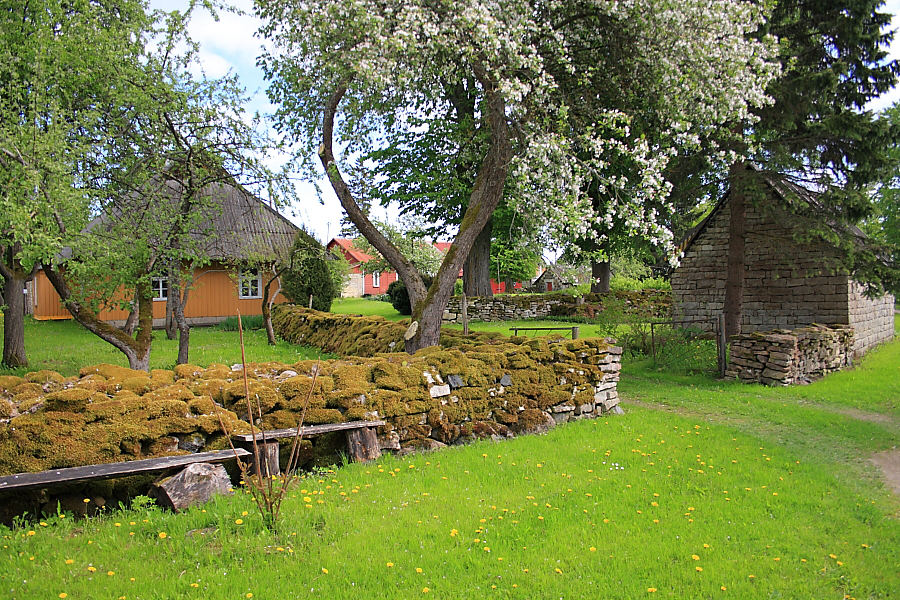
島内の家屋の庭先